# ベラ・コバリア
ベラ・コバリア（グルジア語: ვერა ქობალია、グルジア語ラテン翻字: Vera Kobalia、1981年8月24日 - ）は、ジョージアの政治家である。2010年7月より、2012年10月まで同国の経済・持続的発展大臣を務めた。

## 生い立ち
1981年、当時ジョージアの紛争地域となっていたアブハジアのスフミで生まれた
コバリアの家族は1996年、アブハジア紛争による混乱を避けるためにカナダに移民した。コバリアは、同国の高校を経てブリティッシュコロンビア工科大学に学び、経営学とITの学位を得て、2004年に卒業した。

## 政治経歴
コバリアは2009年末まではカナダに居住しており、2001年に父親が設立した「ヨーロピアン・ブレッド・ベーカリー」（カナダ・バンクーバー）に務めていた。その後、ジョージアに帰国したコバリアは2010年2月、国内避難民の権利を守るための団体「正義のための連合」を設立している。
2010年6月、コバリアはジョージア大統領ミヘイル・サアカシュヴィリによって同国の経済・持続的発展大臣に指名され、それは同年7月2日、ジョージア議会によって承認された。コバリアは、彼女の在任期間に最も重視するべき産業として、農業と観光業を挙げ、「ネポチズムの排除」というスローガンのもと同省を改革、同国政府にはびこる腐敗と汚職の一掃を目指すとしている。
コバリアの大臣就任には、その若さ（大臣就任時の年齢は28歳）や政治経験の欠如をもっての批判や疑問も呈せられた。コバリアが初めてジョージア大統領サアカシュヴェリの興味を惹いたのは、大臣に指名される4ヶ月前のことであり、サアカシュヴェリが、2010年冬季オリンピックのためにバンクーバーを訪問、同地のジョージア人コミュニティーとの会談を持った時であった。ジョージアの中央銀行元総裁は、「必要不可欠な教育も経験も有していない」とコバリアの大臣就任を批判、また他の有識者は、自身も大統領就任時に36歳に過ぎなかったサアカシュヴァリが若年の大臣を起用したがる傾向を持ち、また、若い世代を権力の中枢に引き上げることによってジョージアをかつてのソ連支配時代と決別させる意図を公言していることを指摘している。